# Budavári László
Budavári László (Budapest, 1953. augusztus 3. –) válogatott labdarúgó, csatár, balszélső.

## Pályafutása

### Klubcsapatban
A Bp. Honvéd nevelése. Innen 1974 nyarán a VM Egyetértésbe igazolt. Ezt követően szerepelt a Bp. Spartacusban és a Szolnoki MTE-ben. 1977-től 1981-ig a Békéscsaba labdarúgója volt. Innen igazolt a Csepelhez, ahol az 1982-83-as idényben a negyedik helyen végzett a csapattal. Csepelen 1981 és 1985 között 86 bajnoki mérkőzésen szerepelt és 13 gólt szerzett.

### A válogatottban
1982-ben egy alkalommal szerepelt a válogatottban és egy gólt szerzett.

## Sikerei, díjai
- Magyar bajnokság
  - 4.: 1982–83

## Statisztika

### Mérkőzése a válogatottban
| Magyarország | Magyarország         | Magyarország             | Magyarország | Magyarország | Magyarország | Magyarország       | Magyarország | Magyarország |
| #            | Dátum                | Helyszín                 | Hazai        | Eredmény     | Vendég       | Kiírás             | Gólok        | Esemény      |
| ------------ | -------------------- | ------------------------ | ------------ | ------------ | ------------ | ------------------ | ------------ | ------------ |
| 1.           | 1982. szeptember 22. | Győr, Rába ETO Stadion   | Magyarország | 5 – 0        | Törökország  | barátságos         | 1            | 40'          |
|              | 1983. április 13.    | Budapest, Csepel stadion | Magyarország | 3 – 1        | Görögország  | olimpiai selejtező | -            | 46'          |
|              | Összesen             |                          |              | 1            | mérkőzés     |                    | 1            | gól          |